# Шериф Исмаил
Шериф Исмаил (на арабски: شريف إسماعيل) е египетски политик, министър-председател на Египет от 19 септември 2015 до 7 юни 2018 г.

## Биография
Роден е на 6 юли 1955 г. в Кайро, Египет.
Исмаил учи машинно инженерство в университета Айн Шамс и завършва през 1978 г. Той е заемал ръководни длъжности в държавни фирми за нефтохимически и природен газ. Той е заместник-председател на изпълнителната власт и е председател на египетското холдингово дружество за нефтохимически продукти, създадено през 2002 г. След това е обявен за председател на египетската компания за природен газ (EGAS).
След това той работи като управляващ директор на държавната компания за петролни компании Ganoub El Wadi Petroleum Holding Company (GANOPE) и става председател на дружеството. Той е назначен за министър на петрола на 16 юли 2013 г. в междинния кабинет, ръководен от Хазем Баблауи. Бил е и министър на нефтените и минералните ресурси между 16 юли 2013 г. и 12 септември 2015 г.